# Psilopleura polia
Psilopleura polia là một loài bướm đêm thuộc phân họ Arctiinae, họ Erebidae.